# Таваннанна
Таваннанна — титул хеттской царицы или сестры правителя, производный от имени супруги царя Лабарны. Титул присваивался царственной супруге только после смерти её предшественницы. При жизни вдовствующей царицы-матери супругу здравствующего монарха (лабарна, табарна) называли «женой царя». Таваннанна принимала активное участие в политической, экономической и религиозной политиках государства. Нередко она становилась зачинщицей придворных интриг, борясь за власть не для себя, а в интересах претендента-мужчины. Таваннанну не равняли с обычными жёнами naptartu.
Царица скрепляла документы своей печатью, на внутренней стороне которой по неизвестной причине надписи сделаны клинописью.
Причём не всякая жена царя становилась таваннанной, так как этот титул был пожизненным и его могла носить и вдовствующая царица; правящая царица-жрица таваннанна имела свой двор, доходы и играла важную культовую и политическую роль, на какую не могла полностью претендовать молодая царица.

## Список таваннанн

Оттиск печати таваннанны Ашмуникаль

Печать таваннанны Мальнигаль

### Древнее царство
- Каттуши[венг.] — жена Хаттусили I
- Кали[венг.] — жена Мурсили I
- Харапсеки — жена Хантили I
- Истапария[венг.] — жена Телепину

### Среднее царство
- Харапсили — жена Аллувамны, дочь Телепину[6][7]

- Яйя — жена Циданты I
- Суммири[венг.] — жена Хуцция II
- Катесхапи — жена Хуцция II

### Хеттское царство
- Никаль-мати[англ.] — жена Тудхалии II
- Ашмуникаль[8] — жена Арнуванды I
- Дадухепа — жена Тудхалии III[9] или Суппилулиумы I[10]
- Хинти[нем.] / Хенти — первая жена Суппилулиумы I
- Мальнигаль[фр.] — вторая жена Суппилулиумы I, вавилонская принцесса[11]
- Данухепа[итал.] — вторая жена Мурсили II (первая его жена Гашшулавия[венг.] не носила титул таваннанны)[6]
- Пудухепа — жена Хаттусили III